# Большое Анисимово
Большое Анисимово — деревня в Приморском районе Архангельской области. Административный центр сельского поселения муниципальное образование «Заостровское».

## География
Расположена на реке Заостровка в 8 км юго-западнее Архангельска.
Водозабор для обеспечения населения питьевой водой происходит из реки Заостровки.
Земли около деревни в основном сельскохозяйственного назначения.

## Население
| 2002 | 2010  | 2012  |
| ---- | ----- | ----- |
| 1130 | ↘1093 | ↗1165 |

- 2002 год — 2385
- 2009 год — 1201

## Инфраструктура
В Большом Анисимово функционирует филиал ГБУЗ АО «Приморская центральная районная больница» «Заостровская участковая больница»
Водозабор для обеспечения населения питьевой водой происходит из реки Заостровки.
Земли около деревни в основном сельскохозяйственного назначения.

## Транспорт
Автобусное сообщение с райцентром. Остановка общественного транспорта «Большое Анисимово». 